# 가나가와현립 역사박물관

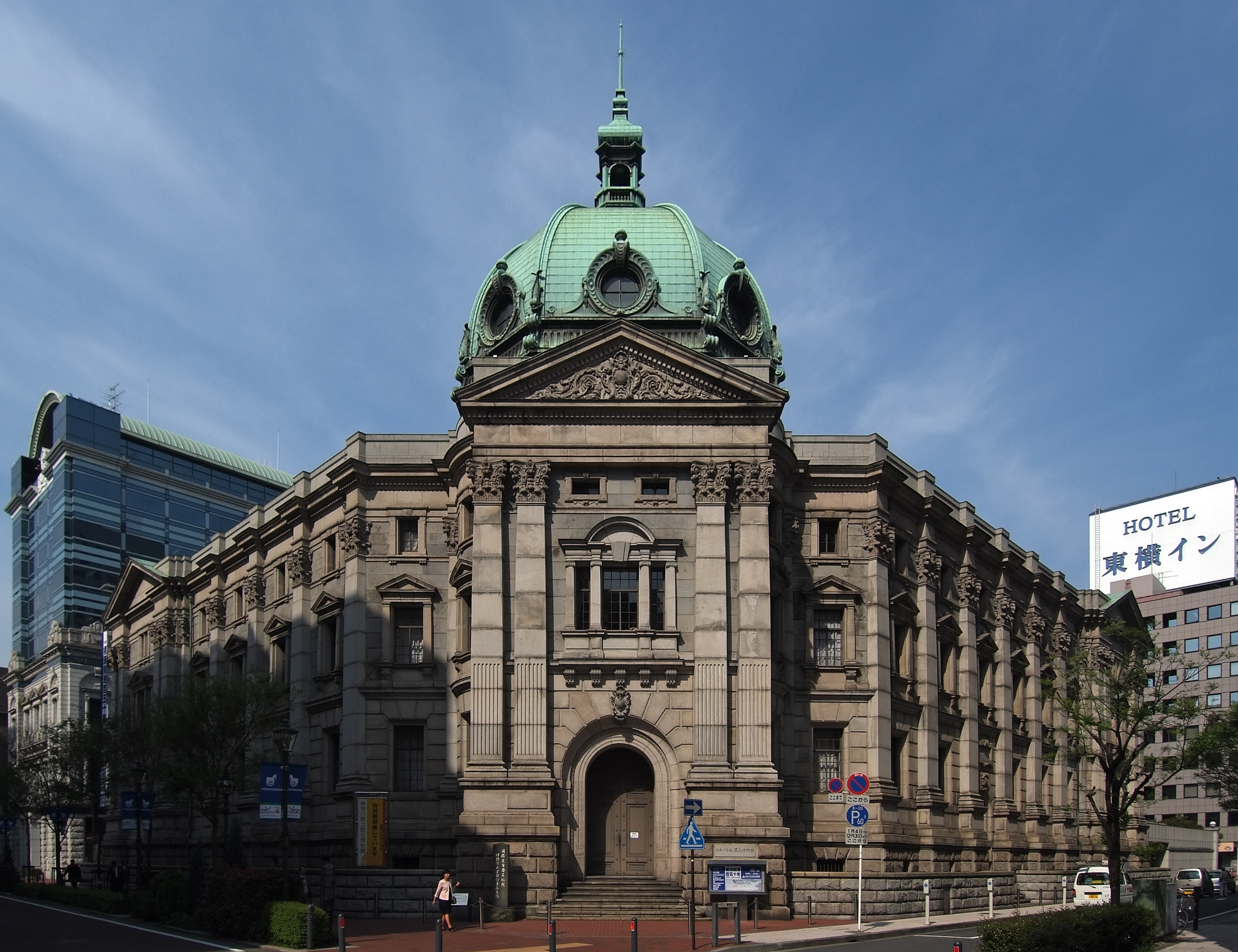
가나가와 현립 역사박물관

가나가와 현립 역사박물관(일본어: 神奈川県立歴史博物館 가나가와켄리쓰레키시하쿠부쓰칸[*])은 가나가와현 요코하마시 나카구에 있는 박물관으로, 가나가와 현의 역사와 문화를 테마로 하였다. 1904년에 건설한 요코하마 쇼킨 은행 본점으로, 독일식 르네상스 양식의 건축물이다. 일본의 중요문화재로 지정됐으며, 1968년에 종합 박물관으로 개관했다.

## 같이 보기
- 요코하마 개항자료관